# Almon (Wisconsin)
Almon es un pueblo ubicado en el condado de Shawano en el estado estadounidense de Wisconsin. En el Censo de 2010 tenía una población de 584 habitantes y una densidad poblacional de 6,41 personas por km².

## Geografía
Almon se encuentra ubicado en las coordenadas 44°53′49″N 89°3′9″O / 44.89694, -89.05250. Según la Oficina del Censo de los Estados Unidos, Almon tiene una superficie total de 91.06 km², de la cual 90.91 km² corresponden a tierra firme y (0.16%) 0.15 km² es agua.

## Demografía
Según el censo de 2010, había 584 personas residiendo en Almon. La densidad de población era de 6,41 hab./km². De los 584 habitantes, Almon estaba compuesto por el 92.81% blancos, el 0.68% eran afroamericanos, el 2.05% eran amerindios, el 0% eran asiáticos, el 0.17% eran isleños del Pacífico, el 2.05% eran de otras razas y el 2.23% pertenecían a dos o más razas. Del total de la población el 3.25% eran hispanos o latinos de cualquier raza.